# Červené Poříčí
Červené Poříčí – gmina w Czechach, w powiecie Klatovy, w kraju pilzneńskim. Według danych z dnia 1 stycznia 2014 liczyła 230 mieszkańców.
W miejscowości jest przystanek kolejowy Červené Poříčí.